# Ширли Бут
Ши́рли Бут (англ. Shirley Booth, наст. имя Marjory Ford, 30 августа 1898 — 16 октября 1992) — американская актриса, одна из первых, удостоенная премий «Тони» и «Оскар» за одну и ту же роль — в пьесе и снятом по ней фильме «Вернись, малышка Шеба».

## Биография
Бут дебютировала на Бродвее под именем Thelma Booth Ford 26 января 1925 года в спектакле, главную роль в котором исполнял Хамфри Богарт. Всю свою жизнь она оставалась театральной актрисой. Пик её успеха пришёлся на начало 1950-х годов, когда она выиграла три премии «Тони».
В кино исполняла роли второго плана (например, в известном фильме «Филадельфийская история», 1940), потому как сравнительно крупные роли уходили к её более молодой сопернице — Кэтрин Хепбёрн. Чтобы соревноваться с ней на равных, она даже сбавила свой возраст на десять лет. На самом деле, когда ей впервые выпало сыграть главную роль в голливудском фильме, Бут было уже 54 года. Получение «Оскара» в таком возрасте было в те годы исключительным явлением.
До распространения телевидения Бут была широко известна своими работами в радиоспектаклях. В 1961 году она решила попробовать себя в качестве телеактрисы и приняла предложение сыграть главную роль в сериале «Хэйзел». Эта её роль затмила по популярности все предыдущие и принесла пожилой актрисе телепремию «Эмми».
Последние годы жизни актриса провела в своём доме в городе Норт-Чатем, штат Массачусетс, будучи почти полностью слепой. Скончалась в возрасте 94 лет 16 октября 1992 года.

## Фильмография
| Год        | Название на русском     | Название на английском         | Роль                  | Примечания |
| ---------- | ----------------------- | ------------------------------ | --------------------- | --- |
| 1952       | Вернись, малышка Шеба   | Come Back, Little Sheba        | Лола                  | Премия «Оскар» за лучшую женскую роль Премия «Золотой глобус» за лучшую женскую роль — драма Национальный совет кинокритиков США — лучшая женская роль Номинация — Премия BAFTA за лучшую женскую роль |
| 1953       | Главная улица к Бродвею | Main Street to Broadway        | Ширли Бут             | |
| 1954       | О миссис Лесли          | About Mrs. Leslie              | Миссис Вивьен Лесли   | Номинация — Премия BAFTA за лучшую женскую роль |
| 1957       |                         | Playhouse 90                   | Перте Места           | 1 эпизод, «The Hostess with the Mostest» |
| 1958       | Жаркий сезон            | Hot Spell                      | Альма Дюваль          | |
| 1958       | Сваха                   | The Matchmaker                 | Долли «Галлахер» Леви | |
| 1954, 1961 |                         | The United States Steel Hour   |                       | Эпизоды: «Welcome Home» и «The Haven» |
| 1961-1966  | Хэйзел                  | Hazel                          | Хэйзел Бирк           | 154 эпизода Премия «Эмми» за лучшую женскую роль в комедийном телесериале (1962, 63) Номинация — Премия «Эмми» за лучшую женскую роль в комедийном телесериале (1964, 67)                              |
| 1966       | Стеклянный зверинец     | The Glass Menagerie            | Аманда Уингфилд       | Телефильм Номинация — Премия «Эмми» за лучшую женскую роль в мини-сериале или фильме |
| 1967       |                         | CBS Playhouse                  | Хэлоиза Мишод         | 1 эпизод, «Do Not Go Gentle Into That Good Night» |
| 1968       | Контрабандисты          | The Smugglers                  | Миссис Хадсон         | Телефильм |
| 1973       | Прикосновение Грейс     | A Touch of Grace               | Грейс Симпсон         | 6 эпизодов |
| 1974       | Год без Санты           | The Year Without a Santa Claus | Миссис Клаус          | Озвучивание |